# Bostrychopora dentata
Bostrychopora dentata är en mossdjursart som först beskrevs av Campbell Easter Waters 1904.  Bostrychopora dentata ingår i släktet Bostrychopora och familjen Romancheinidae. Inga underarter finns listade i Catalogue of Life.